# Лука Шулер
Ян Лука Шулер (нім. Jan Luca Schuler, нар. 22 березня 1999, Нойштадт-ан-дер-Вайнштрассе, Німеччина) — німецький футболіст, нападник берлінської «Герти».

## Ігрова кар'єра

### Клубна
Лука Шулер є вихованцем клубної академії «Кайзерслаутерна». У 2017 році Лука приєднався до молодіжної команди клубу «Саарбрюккен» але не провів в основі жодного матчу. В березні 2018 року нападник підписав з «Кельном» свій перший професійний контракт.
На професійному рівні Шулер дебютував 28 листопада 2020 року, коли в складі «Шальке 04» вийшов на заміну у матчі чемпіонату країни проти гладбахської «Боруссії». В «Шальке» Шулер провів дві гри і сезон 2021/22 почав у клубі Третьої ліги «Магдебург», з яким в першому ж сезоні виграв турнір Ліги 3 і вийшов до Другої Бундесліги. 
В травні 2024 року берлінська «Герта» зробила заяву, що після закінчення свого контракту з «Магдебургом» Лука Шулер приєднавється до столичного клубу за трирічним контрактом.

## Досягнення
Магдебург
- Переможець Ліги 3: 2021/22